# Reprezentacja Austrii na Mistrzostwach Świata w Narciarstwie Klasycznym 2007
Reprezentacja Austrii na Mistrzostwach Świata w Narciarstwie Klasycznym 2007 liczyła 22 sportowców. Najlepszym wynikiem było 1. miejsce drużynowo w skokach narciarskich na dużej skoczni.

## Medale
Złote medale
- Skoki narciarskie, duża skocznia drużynowo HS 134: Wolfgang Loitzl, Gregor Schlierenzauer, Andreas Kofler, Thomas Morgenstern

 Brązowe medale
- Skoki narciarskie, normalna skocznia indywidualnie HS 100: Thomas Morgenstern

## Wyniki

### Biegi narciarskie mężczyzn
Sprint
- Thomas Stöggl – 27. miejsce
- Harald Wurm – 40. miejsce
- Martin Stockinger – 43. miejsce

Sprint drużynowy
- Martin Stockinger, Jürgen Pinter – 9. miejsce

Bieg na 15 km
- Christian Hoffmann – 16. miejsce
- Jürgen Pinter – 26. miejsce

Bieg na 50 km
- Jürgen Pinter – 37. miejsce
- Michaił Botwinow – nie ukończył

Sztafeta 4 x 10 km
- Martin Tauber, Michaił Botwinow, Christian Hoffmann, Jürgen Pinter – 11. miejsce

Zdyskwalifikowani za stosowanie dopingu
- Johannes Eder

### Biegi narciarskie kobiet
Sprint
- Katerina Smutna – 11. miejsce

Bieg na 30 km
- Katerina Smutna – nie ukończyła

### Kombinacja norweska
Sprint HS 134 / 7,5 km
- Felix Gottwald – 5. miejsce
- David Kreiner – 9. miejsce
- Mario Stecher – 12. miejsce
- Christoph Bieler – 16. miejsce

HS 100 / 15.0 km metodą Gundersena
- Christoph Bieler – 4. miejsce
- Felix Gottwald – 5. miejsce
- Michael Gruber – 12. miejsce
- Mario Stecher – 18. miejsce

Kombinacja drużynowa
- Christoph Bieler, David Kreiner, Mario Stecher, Felix Gottwald – 4. miejsce

### Skoki narciarskie
Normalna skocznia indywidualnie HS 100
- Thomas Morgenstern – 3. miejsce, brązowy medal
- Andreas Kofler – 6. miejsce
- Gregor Schlierenzauer – 8. miejsce
- Wolfgang Loitzl – 12. miejsce

Duża skocznia indywidualnie HS 134
- Thomas Morgenstern – 5. miejsce
- Andreas Kofler – 8. miejsce
- Martin Koch – 9. miejsce
- Gregor Schlierenzauer – 10. miejsce

Duża skocznia drużynowo HS 134
- Wolfgang Loitzl, Gregor Schlierenzauer, Andreas Kofler, Thomas Morgenstern – 1. miejsce, złoty medal